# 恩尼斯花園
恩尼斯花園，俗稱花園仔，是位於澳門路環島市中心恩尼斯總統前地的公園。恩尼斯花園是為了紀念葡萄牙總統恩尼斯而設立的，為路環市區的地標。公園佔地僅約680平方公尺，而其內的一棵巨大的龍眼樹和中心設一深褐色純歐洲風格的愛神丘比特噴水雕塑，可謂公園之最大特色。

## 簡介
花園面積很小，只有680平方米，故被離島居民稱為“花園仔”。花園位於澳門路環市中心恩尼斯總統前地，為紀念葡萄牙推翻薩拉查新國家政權後第三任總統恩尼斯而建，已成為路環市區的地標。恩尼斯曾於1962年以上尉官階的身份在路環荔枝灣軍營駐紮，直到1964年才調走。花園建於馬路中央位置，形成車輛迴旋處。

## 交通

### 公共巴士
C659 路環街市（Mercado M. Coloane）
路線：15、21A、26A
C686 路環市區（Vila de Coloane）
路線：25、26、50、N3

## 外部連結
- 澳門自然網:恩尼斯花園之簡介